# 踢到寶
《踢到寶》（英語：Lucky Encounter），是1992年上映的一部香港電影，由杜琪峯執導，梁朝偉、鄭則仕、黃秋生、鄭柏林 、桑妮、苑瓊丹主演。

## 剧情简介
1991年11月2日，小寶是一個年幼的男孩，被他的舅舅陳有與同夥合謀綁架。綁匪在獲得一千萬美元的贖金後，得意地表示小寶的父母永遠也不會想到他們的孩子被囚禁在自家的地下室。他們原本打算將小寶丟棄在尖沙咀，但在執行計劃時出現了問題。當同夥們正抱著小寶時，小寶掙脫了蒙住眼睛的毛巾，暴露了他們的身份。
小寶驚恐地大叫，陳有和同夥們陷入極度恐慌。他們急忙將小寶抱回原本空蕩的箱子內，並用娃娃填充箱子，希望這樣能隔絕聲音。這時，他們原本計劃將小寶拖出來滅口，但這一系列急促的行動已無意間造成了悲劇：小寶在箱子裡被緊密堆疊的娃娃包圍，最終窒息死亡。
小寶的靈魂和贖金一起困在了家中的大屋裡。他的父母因兒子音訊全無而悲痛欲絕，計劃移民到其他地方。在離開前，他們在大屋外安裝了先進的防盜系統，連接到警察局。陳有試圖潛入大屋取回贖金，但屢次失敗。
亞偉和亞肥，兩位熱衷於電子科技的停車計時收費員，被陳有聘請進入大屋，目的是偷取藏有贖金的玩具貓。進入屋內後，他們多次被小寶的鬼魂戲弄。後來，小寶向他們揭露了自己的死因，並希望他們能幫助報仇。兩人同意幫助，並成功將小寶的靈魂帶出大屋。
回到家後，小寶透露，如果在新年前不能報仇，他將無法轉世，並可能被野鬼欺負，從而消失於人世。大家聽後都表示同情，決定幫助小寶報仇。於是，一場緊張刺激的生死爭奪戰就此開始……

## 演员
| 演员   | 角色     | 备注                |
| 梁朝偉 | 阿偉     |                     |
| 鄭則仕 | 阿肥     |                     |
| 黃秋生 | 陳有     |                     |
| 鄭柏林 | 小寶     |                     |
| 桑妮   | 夢兒     | (小寶表姐,陳偉女友) |
| 黃一飛 | 神偷文迪 |                     |
| 岑建勳 |          |                     |
| 苑瓊丹 | 十三姨   |                     |
| 車保羅 | 鬼鎖皇子 |                     |
| 黃新   | 鬼差     |                     |
| 張艾嘉 | 臨盆孕婦 |                     |
| 施介強 |          |                     |

## 外部連結
- 香港影庫上《踢到寶》的資料（繁體中文）